# Sure Fire
Sure Fire er en amerikansk stumfilm fra 1921 af John Ford.

## Medvirkende
- Hoot Gibson som Jeff Bransford
- Molly Malone som Marian Hoffman
- B. Reeves Eason Jr. som Sonny
- Harry Carter som Rufus Coulter
- Fritzi Brunette som Elinor Parker
- Murdock MacQuarrie som Major Parker
- George Fisher som Burt Rawlings
- Charles Newton som Leo Ballinger